# رميثة بن محمد
أسد الدين رميثة بن محمد أبي نمي الأول الحسني كان شريف مكة لسبع مرات بين 1301 و 1345.

## الخلفية
رميثة هو ابن أبي نمي الأول، الذي كان أميرًا لمكة في الفترة من 1250 إلى 1301، مع انقطاع. أربعة من أبناء أبو أبي نمي اصبحوا أمراء لمكة من بعده: حميضة ورميثة وعطيفة وأبو الغيث. كان كنية الرميثة «أسد الدين» و «قونيا» هو أبو عراده. ويقال بانه يسمى أيضا مناجد.

## الأبناء
كان لرميثة خمسة أبناء على الأقل، منهم:
- أحمد بن رميثة
- سند بن رميثة، شريف مكة
- ثقبة بن رميثة، شريف مكة
- عجلان بن رميثة، شريف مكة
- مغامس بن رميثة